# Мамаев, Станислав Александрович
Станисла́в Алекса́ндрович Мама́ев (1 июля 1928, Большой Приклон, Даниловское сельское поселение — 15 февраля 2007, Екатеринбург) — советский и российский учёный-эколог, ботаник, доктор биологических наук, профессор, член-корреспондент РАН, Заслуженный деятель науки РСФСР.

## Биография
Родился в селе Большой Приклон Муромского уезда Владимирской губернии (ныне — Меленковский район Владимирской области) в семье Александра Петровича и Анастасии Алексеевны Мамаевых. Отец родился в семье рабочего-текстильщика, сам работал на ткацкой фабрике, затем окончил рабфак Нижегородского университета, а позднее Военно-политический институт. Работал директором льнозавода, начальником лесоучастка, директором школы, но в основном занимался преподавательской деятельностью. Скончался вскоре поле демобилизации в 1945 году. Мать всю жизнь работала учителем начальных классов.
Рос Станислав Мамаев в городе Меленки. В 1946 году поступил на лесохозяйственный факультет Московского лесотехнического института, который окончил с красным дипломом. Устроился на работу инженером-агролесомелиоратором московской экспедиции «Агролесопроект».
В 1953 году поступил в аспирантуру при кафедре лесоводства Московской сельскохозяйственной академии им. К. А. Тимирязева. В 1957 году успешно защитил кандидатскую диссертацию по проблемам внутривидовой изменчивости репродуктивных качеств сосны обыкновенной.
В январе 1959 года по приглашению директора Института биологии Уральского филиала АН СССР С. С. Шварца Станислав Мамаев переехал в Свердловск, где стал научным руководителем Ботанического сада института. В ту пору Ботанический сад фактически не вёл научную работу, было всего три сотрудника без учёной степени, отсутствовали средства для создания экспозиций, увеличения коллекций.
В самые сжатые сроки Мамаев разработал схему создания дендрария и приступил к её реализации. Уже в мае 1959 года вместе с несколькими сотрудниками начал посадки. В дальнейшем посадки продолжались каждую весну, пока не сформировались основные экспозиции дендрария. В зимнее время собирался материал для оценки внутривидовой изменчивости сосны обыкновенной. Постепенно формировался коллектив из молодых учёных, впоследствии 4 из них стали докторами наук и более двадцати — кандидатами, публиковались научные статьи.
Успехи Мамаева не остались незамеченными. В 1965 году Президиум АН СССР создал в Уральском филиале АН новую крупную лабораторию экспериментальной экологии и акклиматизации растений, которую и возглавил Станислав Мамаев. Лаборатория занималась изучением внутривидовой изменчивости и популяционной экологии, интродукцией и акклиматизацией растений в Ботаническом саду, созданием в нём новых экспозиций.
В 1970 году защитил докторскую диссертацию «Закономерности внутривидовой изменчивости семейства Pinaceae на Урале». В том же году он возглавил Ботанический сад. За 40 лет руководства садом он практически не использовал выходных дней и отпусков, посвятив всю свою жизнь работе. В 1988 году Уральское отделение РАН выдвинуло Станислава Александровича на должность директора-организатора будущего Института леса, который был создан в короткие сроки. А в 1998 году институт леса был преобразован в Ботанический сад, получивший, наконец, статус самостоятельного института. За сорок лет под руководством Мамаева ботанический сад вырос до крупного НИИ с более чем двумя сотнями сотрудников.
Также создал и руководил уральское отделение Вавиловского общества генетиков и селекционеров (ВОГиС), руководил научно-техническим советом Свердловского отделения Всероссийского общества охраны природы (ВООП).
Скончался 15 февраля 2007 года в Екатеринбурге. Похоронен на Широкореченском кладбище.

## Научная деятельность
Под руководством Станислава Александровича была изучена изменчивость местных видов целого ряда древесных растений. Были разработаны методические основы исследований по внутривидовой изменчивости, а затем и по популяционной экологии лесных видов, которые широко используются до сих пор. Были описаны местные уральские популяции многих хвойных и лиственных пород, создано «Положение о выделении и сохранении генетического фонда древесных растений в лесах СССР», утверждённое Минлесхозом СССР. По всей стране проводились мероприятия по сохранению генофонда, проведённые по этому положению. Были описаны сотни генетических резерватов древесных пород в стране. Была изучена изменчивость декоративных травянистых многолетников, декоративных кустарников, полукустарников из семейства розоцветных и других растений, описана гибридизация тополей и ив.
Исследования лаборатории Мамаева стимулировали и другие научные центры страны к изучению проблем внутривидовой изменчивости и популяционной экологии. Для плодотворной совместной работы и координации исследований был создан Центральный НИИ лесной генетики и селекции и организован проблемный совет по лесной генетике и селекции и семеноводству, в состав руководства которого вошёл и Станислав Александрович.
Автор более 300 научных работ, в том числе 10 монографий.

## Ботанический сад
Начиная с 1959 года жизнь Станислава Александровича была тесно связана с уральским ботаническим садом. По его проекту была создана система экспозиций с отделами «Дендрарий», «Многолетние (травянистые растения)», «Редкие виды Урала», «Лекарственные и эфиромасличные растения», «Тропические и субтропические растения». В саду было испытано более 80 тысяч растений самых разных форм, многие из которых гибли и вновь восстанавливались, в результате появились многие несвойственные ранее для Урала виды: рододендроны, сортовые сирени, барбарисы, орхидеи, клематисы и многие другие.
Была составлена карта очагов интродукции растений на Урале с ценными экзотами. Для изучения вопросов интродукции были организованы испытательные участки в Ирбите, Миассе, Ижевске. Последний в дальнейшем послужил базой для создания Удмуртского ботанического сада. Мамаев был организатором и в 1964 году возглавил созданный Совет ботанических садов Урала и Поволжья. Эта его работа также стимулировала развитие науки в регионе: появились ботанические сады в Соликамске, Чебоксарыах, значительно расширилась работа в уфимском и куйбышевском ботанических садах.

## Природоохранная деятельность
Ещё одним из ключевых направлений деятельности Станислава Александровича была природоохранная деятельностью. Ещё в 1960 году в Ботаническом саду им была поднята новая научная тема «Растительность и промышленные загрязнения». Под руководством Мамаева целый ряд сотрудников изучали особенности воздействия газообразных выбросов промышленных предприятий, возможности использования растений для закрепления шламовых отходов. Изучалась газоустойчивость растений, их индивидуальная изменчивость, реакция растений на воздействие окислов азота и серы.
Изучались редкие растения Урала, уникальные природные объекты. Более 35 лет возглавлял Комиссию по охране природы. Только в Свердловской области ему и его сотрудникам удалось описать и юридически оформить около 500 памятников природы, заповедников и заказников.

## Награды и премии
В 1988 году Мамаеву было присвоено звание «Заслуженный деятель науки РСФСР». В 1991 году избран членом-корреспондентом РАН. Неоднократно он награждался почётными грамотами РАН, администрации Свердловской области и Екатеринбурга, президиума ВООП. Трижды он был награждён почётны знаком «За охрану природы России». Награждён двумя серебряными и тремя бронзовыми медалями ВДНХ.

## Избранная библиография
- Мамаев С. А. Формы внутривидовой изменчивости древесных пород. — М.: Наука, 1972. — 283 с.
- Мамаев С. А. Теоретические основы внутривидовой изменчивости и структуры популяций хвойных пород. — Свердловск: Изд-е УНЦ АН СССР, 1974. — 164 с.
- Мамаев С. А. Закономерности внутривидовой изменчивости лиственных древесных пород. — Свердловск: Изд-е УНЦ АН СССР, 1975. — 140 с.
- Мамаев С. А. Успехи интродукции растений на Урале и в Поволжье. — Свердловск: Изд-е УНЦ АН СССР, 1977. — 166 с.
- Мамаев С. А. Исследование форм внутривидовой изменчивости растений. — Свердловск: Изд-е УНЦ АН СССР, 1981. — 147 с.
- Мамаев С. А. Интродукция и акклиматизация декоративных растений. — Свердловск: Изд-е УНЦ АН СССР, 1982. — 157 с.
- Мамаев С. А. Виды хвойных на Урале и их использование в озеленении. — Свердловск: Изд-е УНЦ АН СССР, 1983. — 110 с.
- Мамаев С. А. Ботанический сад на Урале. — Свердловск: Изд-е УНЦ АН СССР, 1986. — 88 с.
- Мамаев С. А., Семкина Л. А. Интродуцированные деревья и кустарники Урала (розоцветные). — Свердловск: Изд-е УНЦ АН СССР, 1988. — 104 с.
- Мамаев С. А., Попов П. П. Ель сибирская на Урале. — М.: Наука, 1989. — 103 с.
- Мамаев С. А. Интродукция и устойчивость растений на Урале и в Поволжье. — Свердловск: УрО АН СССР, 1989. — 149 с.
- Мамаев С. А. Экология и интродукция растений Урала. — Свердловск: УрО АН СССР, 1991. — 120 с.
- Мамаев С. А. Адаптация и изменчивость древесных растений в лесной зоне Евразии. — Екатеринбург: Наука, 1993. — 136 с.
- Мамаев С. А. Ботанический сад Уральского отделения РАН. — Екатеринбург: Изд-е УрО РАН, 1998. — 35 с.
- Мамаев С. А. Экология и акклиматизация растений. — Екатеринбург: Изд-е УрО РАН, 1998. — 200 с.
- Мамаев С. А. Определитель деревьев и кустарников Урала. Местные и интродуцированные виды. — Екатеринбург: Изд-е УрО РАН, 2000. — 257 с.
- Природные резерваты Свердловской области : Справочник / сост. С. А. Мамаев (отв. ред.), В. В. Ипполитов, М. С. Князев, В. А. Ухналев. — Екатеринбург : УрО РАН, 2004. — 129 с., 12 с. ил. — 500 экз. — ISBN 5-7691-1499-1.
- Мамаев С. А., Дорофеева Л. М. Интродукция клёна на Урале. — Екатеринбург: УрО РАН, 2005.
- Мамаев С. А. Полвека в Ботаническом раю. — Екатеринбург: Ривьера, 2005. — 352 с.
- Мамаев С. А., Махнев А. К. Дендрологические исследования // Лесоводственная наука на Урале: / Монография. — Екатеринбург, Уральский Государственный лесотехнический университет, 2006. — С. 60-78.